# Estret de la Sonda

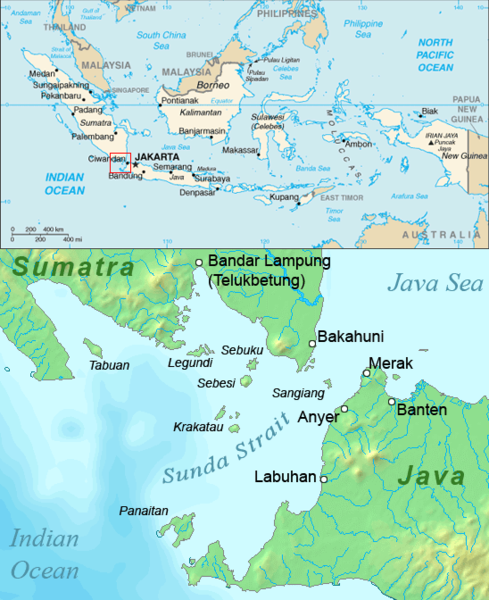
Mapa de l'Estret de la Sonda

L'estret de la Sonda (o Selat Sunda en indonesi) és l'estret entre les illes de Java i Sumatra, a Indonèsia. Connecta la mar de Java amb el mar de la Xina Meridional i l'oceà Índic.

## Etimologia
L'estret pren el seu nom del Regne de Sonda, que va governar la part occidental de Java (una àrea que cobreix l'actual Java Occidental, Jakarta, Banten i part de l'oest de Java Central) des del 669 fins al voltant de 1579.
El nom també fa al·lusió al poble sundanès originari de Java Occidental i Banten.

## Geografia
Té una amplada de 24 km en el seu punt més estret, a l'extrem oriental, entre els caps Tua (a Sumatra) i Pujat (a Java); aquesta és una secció curta d'uns 30 km de llarg, encara que més avall, en direcció oest, s'obre a uns 100 km d'amplària per uns altres 100 km de llarg. És molt fondo a l'extrem occidental, però tal com es va estretint es torna molt més pla, de manera que a l'extrem oriental només arriba als 20 m de fondària. Això el fa de difícil navegació, a causa també dels bancs de sorra, els forts corrents provocats per les marees i les obstruccions causades per l'home, com ara les plataformes petrolieres prop de la costa de Java.
Ha estat de sempre una ruta marítima important, especialment durant el període en què la Companyia Holandesa de les Índies Orientals feia servir l'estret de porta d'entrada a les illes de les Espècies. Avui dia, però, a causa de l'estretor del pas, la seva poca fondària i la manca d'unes cartes nàutiques prou acurades, els grans vaixells tracten d'evitar-lo i la major part utilitzen l'estret de Malaca.
Hi ha un bon nombre de petites illes a l'estret, que són Sangiang, Sebesi, Sebuku, Panaitan i, sobretot, l'arxipèlag de Krakatau o Krakatoa: Panjang, Sertung, Krakatau i Anak Krakatau. Les illes de l'estret i les regions limítrofes de Java i Sumatra foren devastades per l'erupció del volcà Krakatoa el 1883, primer per la intensa pluja de pumicita que van rebre i pels enormes tsunamis causats per l'esfondrament del volcà. L'erupció va alterar dràsticament la topografia de l'estret, ja que en una àrea d'1,1 milions de km² entorn del volcà es van dipositar entre 18 i 21 km³ d'ignimbrita. Algunes àrees no se n'han recuperat més (com, per exemple, la regió costanera de Java que avui dia forma part del Parc Nacional d'Ujung Kulon), però la major part de la línia de la costa avui dia està molt densament poblada.

## Batalla de l'estret de la Sonda
L'1 de març del 1942, va tenir lloc la batalla de l'estret de la Sonda, un dels episodis bèl·lics de la batalla de la mar de Java. Es va esdevenir quan els creuers aliats HMAS Perth i USS Houston es van trobar amb la força amfíbia japonesa que volia envair Java prop de Batàvia (l'actual Jakarta), comandada pel vicealmirall Kenzaburo Hara, formada per portaavions, cuirassats, tres creuers i deu destructors. Aquesta força incloïa un creuer lleuger i onze destructors, quatre creuers pesats i un portaavions lleuger. Els dos creuers aliats foren enfonsats per un dragamines japonès, i de resultes del foc amic creuat va resultar tocat també un vaixell de transport.

## Pont previst
A la Dècada del 1960 es van fer propostes per a un pont a través de l'estret de la Sonda, i a la Dècada del 1990 van sorgir altres suggeriments. L'octubre de 2007 es va anunciar un nou pla. Utilitzaria les illes d'Ular, Sangiang i Prajurit per crear un pont penjant de quatre parts que arribava 70 m sobre el nivell del mar. Aquest pont tindria una llum màxima de 3 quilòmetres, al voltant d'un 50% més llarg que l'actual posseïdor del rècord, el pont de Çanakkale de 1915. Es preveia que la construcció comencés el 2014 si es pogués assegurar un finançament d'almenys 10.000 milions de dòlars.
L'abril de 2012 es va signar un acord amb China Railway Construction Corporation per a un pont de carretera i ferrocarril de doble via d'11.000 milions de dòlars. No obstant això, el novembre de 2014 el govern entrant del president Joko Widodo va suspendre els plans per construir el pont.

## Illes a l'estret
- Calmeyer
- Krakatau Archipelago
  - Anak Krakatau
  - Krakatau, illa volcànica majoritàriament destruïda
    - Danan (volcà), con volcànic destruït a Krakatau
    - Perboewatan, con volcànic destruït a Krakatau
    - Rakata, con volcànic parcialment destruït i restes de l'illa original

  - Poolsche Hoed, destruïda a l' erupció del Krakatoa de 1883
  - Panjang, o Rakata Ketjil (Lang)
  - Sertung (Verlaten)
- Legundi
- Panaitan
- Peucang
- Handeuleum
- Sangiang
- Sebesi
- Sebuku
- Steers
- Tabuan

### Badies
- Lampung Bay, Sumatra
- Semangka Bay, Sumatra

## Galeria de canals importants propers

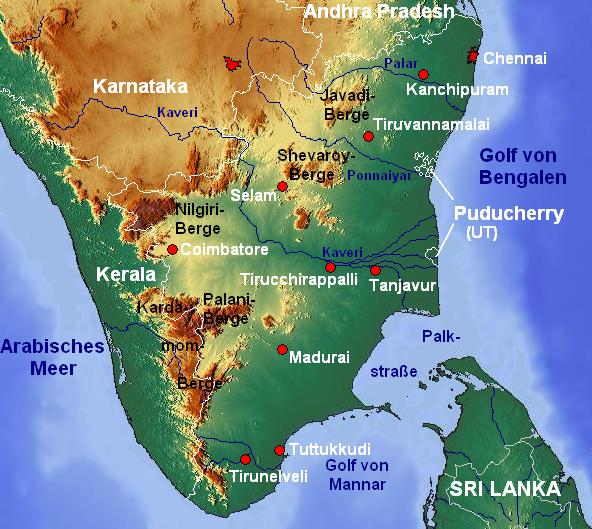
Golf de Mannar
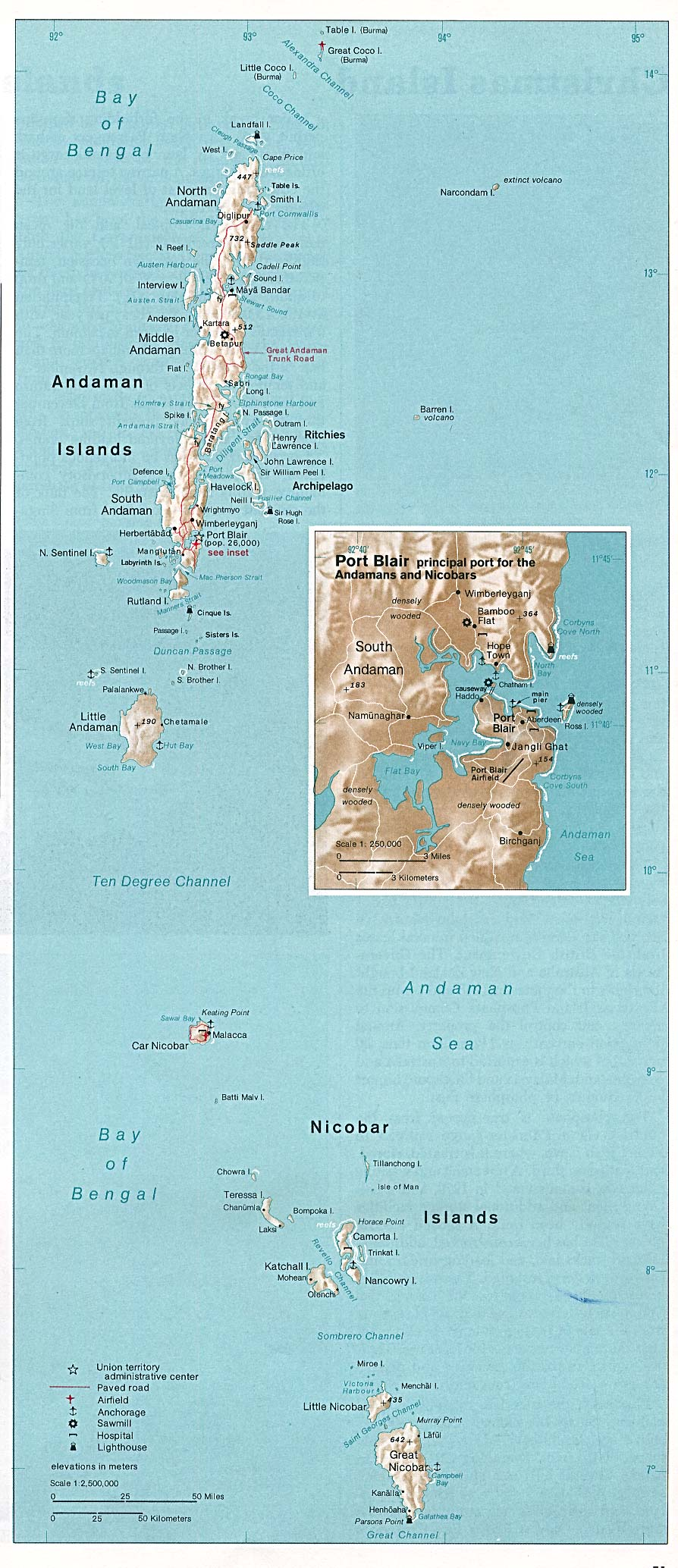
Estret de Cocos, pas Duncani i altres canals indis
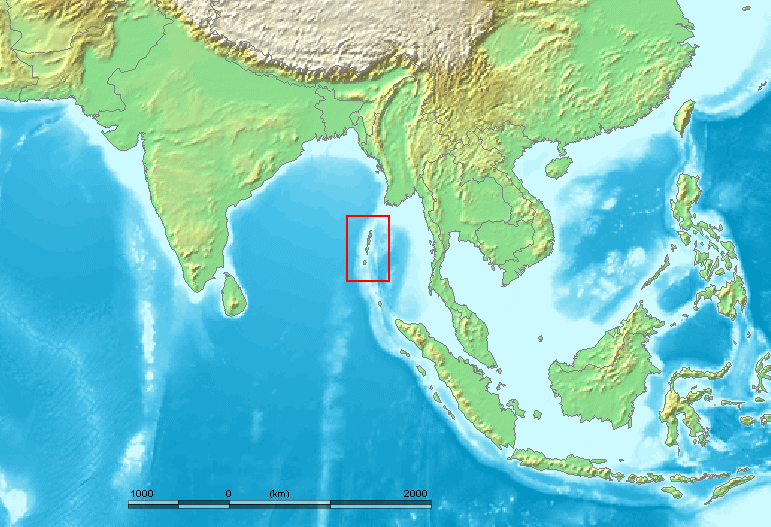
L'estret de Cocos es troba a l'extrem nord de les illes Andaman al quadrat vermell
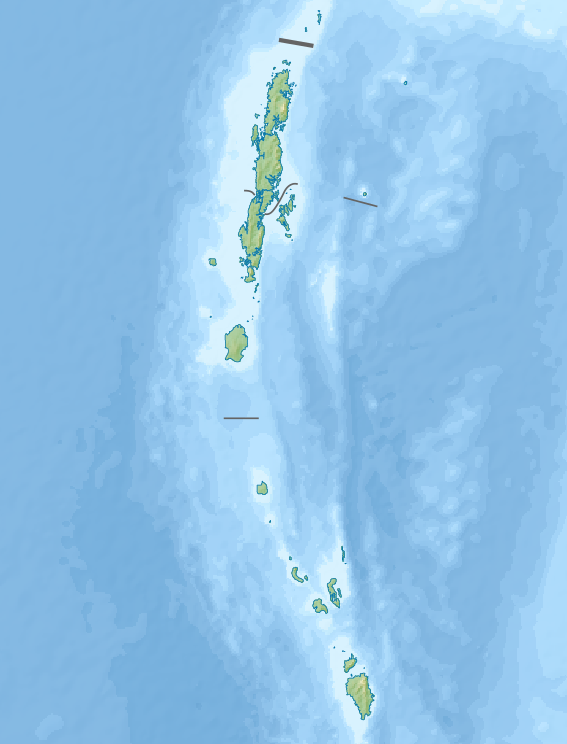
canal Deu Graus
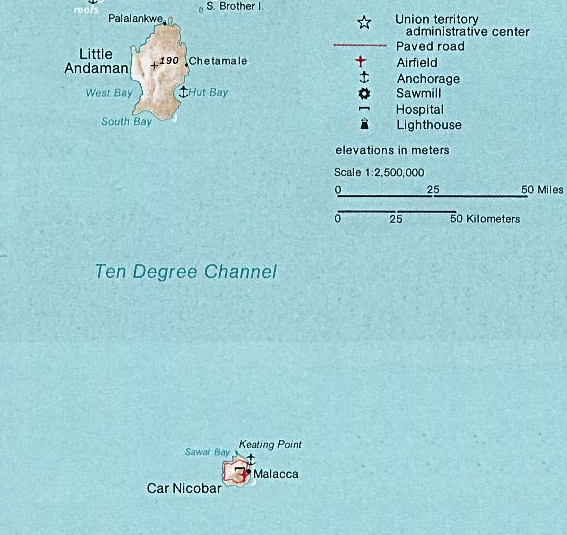
Canal de deu graus, primer pla
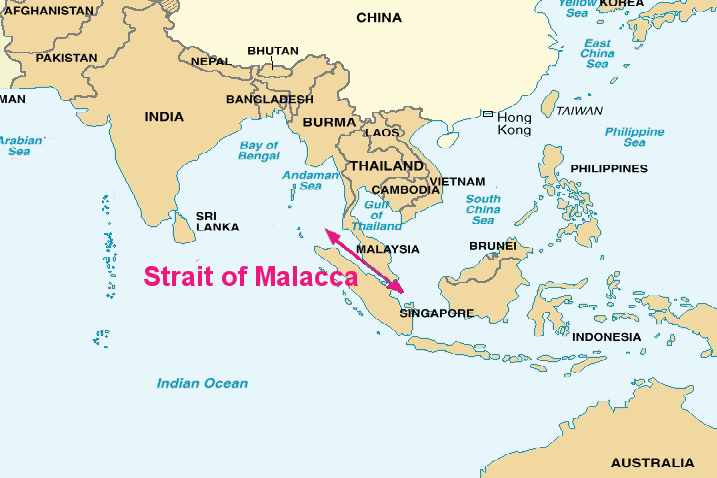
Estret de Malaca
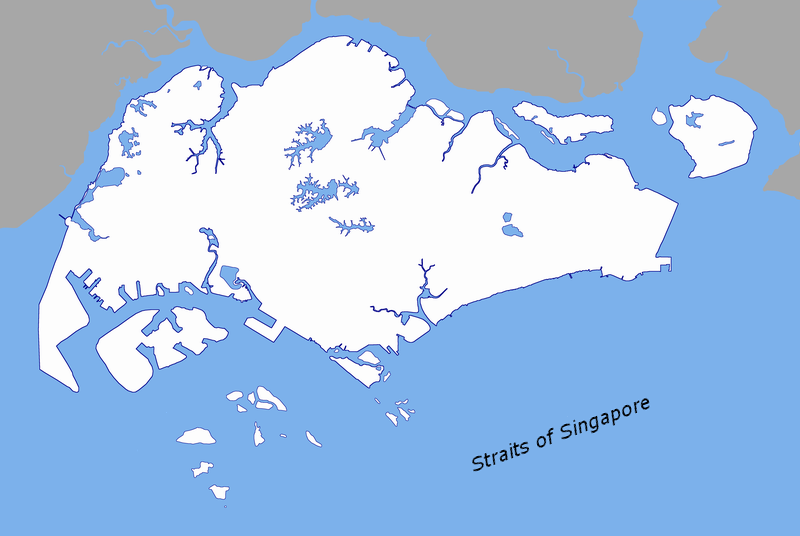
Estret de Singapur
Estret de la Sonda
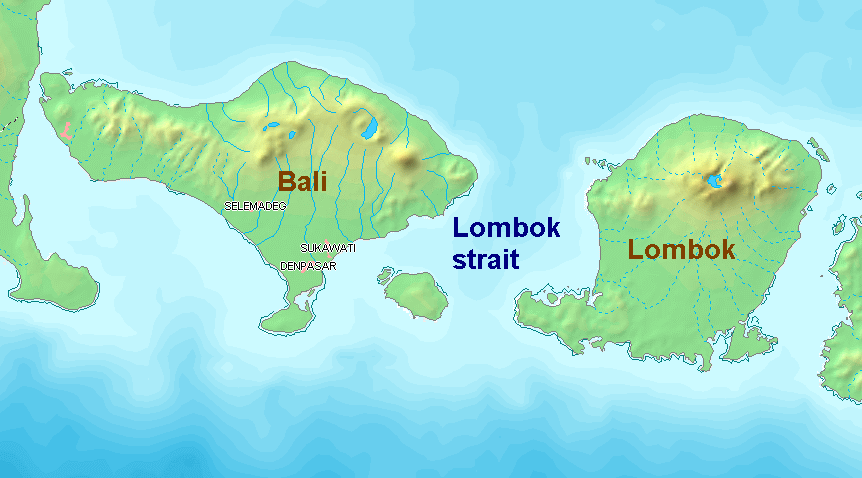
Estret de Lombok
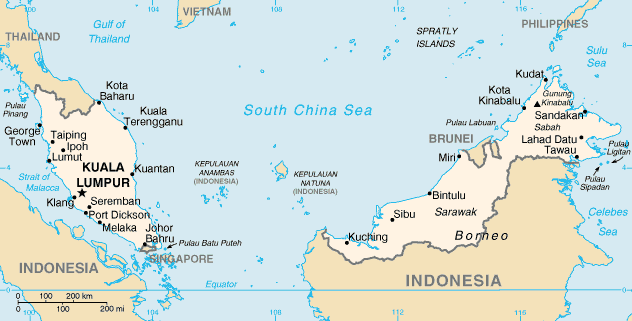
Mar de la Xina Meridional, Estret de Malaca, Golf de Tailàndia, Mar de Sulu, Mar de Célebes

## Bibliogrаfia addicional
- Dull, Paul S. A Battle History of the Imperial Japanese Navy, 1941–1945.  Naval Institute Press, 1978. ISBN 0-87021-097-1.
- ; Kingsepp, Sander«HIJMS Mikuma: Tabular Record of Movement».   CombinedFleet.com, 2019. [Consulta: 21 desembre 2020].
- Hornfischer, James D. Ship of Ghosts: The Story of the USS Houston, FDR's Legendary Lost Cruiser, and the Epic Saga of Her Survivors.  Random House, 2009. ISBN 9780307490889 [Consulta: 21 desembre 2020].
- Muir, Dan. «Order of Battle, Battle of the Sunda Strait», 09-01-2020. [Consulta: 21 desembre 2020].
- L, Klemen. «Forgotten Campaign: The Dutch East Indies Campaign 1941–1942», 2000. Arxivat de l'original el 2011-07-26. [Consulta: 10 desembre 2023].
- D'Albas, Andrieu. Death of a Navy: Japanese Naval Action in World War II.  Devin-Adair Pub, 1965. ISBN 0-8159-5302-X.
- Gill, G. Hermon. «Chapter 16 – Defeat in Abda». A: Royal Australian Navy, 1939–1942. I.  Canberra: Australian War Memorial, 1957. OCLC 848228.
- Lacroix, Eric; Wells, Linton. Japanese Cruisers of the Pacific War.  Naval Institute Press, 1997. ISBN 0-87021-311-3.
- Lewis, Tom. The Submarine Six: Australian Naval Heroes.  Kent Town, South Australia: Avonmore Books, 2011. ISBN 9780987151919.
- Morison, Samuel Eliot. The Rising Sun in the Pacific: 1931 – abril 1942. III.  Castle Books, 2001. ISBN 0-7858-1304-7.
- Schultz, Duane. The Last Battle Station: The Story of the USS Houston.  St Martins Press, 1985. ISBN 0-312-46973-X.
- Skeels, Fred. Java Rabble: A Story of a Ship, Slavery and Survival.  Victoria Park: Hesperian Press, 2008. ISBN 978-0-85905-419-5.
- van Oosten, F. C.. The Battle of the Java Sea (Sea battles in close-up; 15).  Naval Institute Press, 1976. ISBN 0-87021-911-1.
- Spector, Ronald. «The Short, Unhappy Life of ABDACOM». A: Eagle Against the Sun: The American War With Japan.  Naval Institute Press, 1985. ISBN 0-394-74101-3.
- Whiting, Brendan. Ship of Courage: The Epic Story of HMAS Perth and Her Crew.  Australia: Allen & Unwin Pty., 1995. ISBN 1-86373-653-0.
- Winslow, Walter G. The Ghost that Died at Sunda Strait.  Naval Institute Press, 1984. ISBN 0-87021-218-4. – Firsthand account of the battle by a survivor from USS Houston
- Winslow, Walter G. The Fleet the Gods Forgot: The U.S. Asiatic Fleet in World War II.  Naval Institute Press, 1994. ISBN 1-55750-928-X.
- «US Navy report of the battle from 1943.». Arxivat de l'original el 15 Maig de 2006. [Consulta: 17 maig 2006].
- United States Strategic Bombing Survey (Pacific) – Naval Analysis Division. «Chapter 3: The Japanese Invasion of the Philippines, the Dutch East Indies, and Southeast Asia». The Campaigns of the Pacific War.   United States Government Printing Office, 1946. [Consulta: 20 novembre 2006].
- Taylor, Jean Gelman. Yale University Press. Indonesia, 2003. ISBN 0-300-10518-5.
- L, Klemen. «Rear-Admiral Kenzaburo Hara». Forgotten Campaign: The Dutch East Indies Campaign 1941–1942, 2000. Arxivat de l'original el 6 setembre 2020.
- L, Klemen. «Rear-Admiral Takeo Kurita». Forgotten Campaign: The Dutch East Indies Campaign 1941–1942, 2000. Arxivat de l'original el 8 octubre 2020.